# Abdelkader El Mouaziz
Abdelkader El Mouaziz (in arabo عبد القادر الموعزيز‎?; Settat, 1º gennaio 1969) è un ex maratoneta marocchino, che, con Stefano Baldini, detiene il record di maratone corse sotto le 2 ore e 10 minuti (13 volte).
Ha vinto due volte la maratona di Londra, nel 1999 e nel 2001.
Ecco i suoi risultati nelle più importanti competizioni:
- Giochi di Atlanta 1996: 44º
- Giochi di Sydney 2000: 7º
- Mondiali 2001: 6º

Ha vinto la medaglia d'argento ai Giochi della Francofonia 1994 nella maratona.

## Altre competizioni internazionali
1994
- Oro alla Maratona di Madrid ( Madrid) - 2h17'39"
- Argento alla Maratona dei II Giochi della Francofonia ( Bondoufle)

1996
- Oro alla Maratona di Marrakech ( Marrakech) - 2h09'50"

1997
- Oro alla Maratona di Marrakech ( Marrakech) - 2h09'50"

1999
- Oro alla Maratona di Londra ( Londra) - 2h07'57"
- Oro alla Maratona di Marrakech ( Marrakech) - 2h08'15"

2000
- Oro alla Maratona di New York ( New York) - 2h10'09"
- Argento alla Maratona di Londra ( Londra) - 2h07'33"

2001
- Oro alla Maratona di Londra ( Londra) - 2h07'09"

2002
- 4º alla Maratona di Londra ( Londra) - 2h06'52"
- 5º alla Maratona di Chicago ( Chicago) - 2h09'38"

2003
- 6º alla Maratona di Londra ( Londra) - 2h08'03"
- 6º alla Maratona di Chicago ( Chicago) - 2h09'38"

2004
- 7º alla Maratona di Londra ( Londra) - 2h09'42"

2005
- 4º alla Maratona di Londra ( Londra) - 2h09'03"
- 5º alla Maratona di Fukuoka ( Fukuoka) - 2h12'12"

2006
- 11º alla Maratona di Londra ( Londra) - 2h10'24"
- 6º alla Maratona di Seul ( Seul) - 2h13'28"
- Oro alla Göteborgsvarvet ( Göteborg) - 1h02'14"